# نام رمز: کیریل
نام رمز: کیریل (انگلیسی: Codename: Kyril) یک مجموعه تلویزیونی جاسوسی درام بریتانیایی است که در سال ۱۹۸۸ منتشر شد.

## بازیگران
- ایان چارلسون
- ادوارد وودوارد
- جاس آکلند
- ریچارد ئی. گرانت
- جان مک‌انری
- پیتر وان
- جیمز لورنسن
- دنهلم الیوت
- هیو فریزر